# 睢宁社会信用体系
睢宁社会信用体系之建设于2010年首见诸报端。在该体系中，江苏省睢宁县政府部门会给公民的信用进行评分并定期公布评分变化，还会根据评分高低进行优先照顾或者从严审查。睢宁县是中华人民共和国最早尝试引入个人信用评分的地方，引发了巨大的媒体争议。中国大陆媒体普遍担心该系统将会助长政府滥权的形势，中华人民共和国官方媒体甚至将信用评级制度与二战时期日军发放的良民证相提并论。睢宁社会信用体系是已知实施细则最完善的体系之一，常被媒体用来和中华人民共和国的社会信用体系一同提及。睢宁之后，社会信用体系逐步推广至中國大陸的更多城市。

## 背景

### 道德危机
睢寧縣在解釋“大眾信用體系”的背景時，談到「毒奶粉」、「瘦肉精」、「地溝油」、「染色饅頭」等諸多食品安全醜聞的相繼發生，引發民眾擔憂與恐慌，侵蝕社會互信。為此，國務院推動社会信用体系之規劃，並且透露將會以社会成员信用信息的记录、整合和应用为重点，建立健全覆盖全社会的征信系统，全面推进社会信用体系建设。毛泽东时代，中国政府建立起个人档案系统:14，并以此来影响党员提拔和国企员工晋升:14，但直至1990年代，中国大陆方才开始着力建设征信系统，并于2007年颁布《國務院辦公廳關於社會信用體系建設的若干意見》。不過，在2000年代，社会信用大抵只是关于经济和金融领域，而不涉及社会治理层面。随着經濟和社會快速變化，社會管理體制發生變革，引發經濟、社會和財政領域的權利下放，是故地方政府紛紛承擔起更多的社會管理職責，並成為政策企業家，試驗和推廣政策創新:12-13。睢宁县委书记王天琦认为，作为社会管理者，政府应当以行政手段辅助和衔接法律约束和道德规范，从而实现社会和谐。因此，睢寧縣當局将社会信用体系视为一种社会管理的重要手段，并对“信用”进行了宽泛的解释：个人信用不仅仅被用来解释经济金融领域的行为，更是家庭和治安问题的源头，而违反法律和道德的事情都被认为是“失信”。

### 信訪維穩

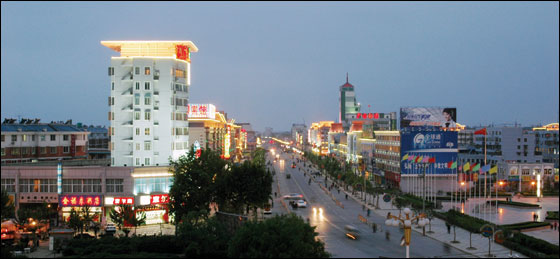
2008年时的睢宁县元府路夜景

中國有2800多個縣級行政單位，縣一級政府是中國共產黨的執政根基，卻存在著權責劃分不清、權力運行不透明、官員貪污腐敗等弊病，引發民眾不滿。2008年的睢寧縣是江蘇省經濟較為落後的縣級行政單位，人口少，農業弱，財政窮，工业总量、城镇居民年可支配收入、农民年人均纯收入、财政一般预算收入、人均国内生产总值均属倒数。睢宁民間矛盾多，官民關係差，时常有民眾有圍堵官員的情況發生，上訪數量也居於江蘇省前列，因此也被稱為“人民来信之乡”。
2008年4月，王天琦就任睢宁县委书记後，開始著手進行政府改革，自我限权並严管干部，其措施包括：公開縣長和縣委書記的手機號碼，並且公開各镇、 各部门领导干部手机号、 职责分工，並且要求官員承諾為民眾限期解決問題；通过县电台、电视台和网站现场直播县委县政府的重要会议；通过网络平台和手机短信平台收集民众意见，從而为民众解决问题等。睢宁县纪委书记唐健将通过短信收集民众意见的方式称为“一毛钱维稳”，方便政府快速、低成本地消解社会矛盾。改革使睢宁上访情况大为好转，经济总量和税收都大幅改善。

### 民風建設
王天琦就任睢宁县委书记之初，提出改革的六个步骤：第一步，严管和问责领导干部和公务人员；第二步，限制县委书记的权力；第三步，公开决策、公开用人、公开问责、公开执行；第四步，加强社会监督；第五步，改革行政语言，提升行政能力；第六步，以大众信息公开、大众信用管理等办法改革社会管理。2008年底，中共中央组织部到睢宁开展调研，肯定了睢宁“严管干部”的改革举措以及其成效。2009年3月，中央纪委、中共中央组织部將睢寧縣确定为县委权力公开透明运行试点县，以期从试点中寻找好的经验以供全国推广。随着严管干部的成功，睢宁县开始对民风进行整顿。睢寧縣官员指出，很多当地人不知道遵守红绿灯，且民众好讼，当有消息传出要提拔某位干部时，纪委短时间内便会会收到大量的诋毁此人的消息。为了改善社会风气，促进经济发展和社會和諧，睢宁县酝酿建设信用体系，其中既包含个人信用评分，也包含“睢宁好人”评选以树立道德榜样。

## 具体内容

### 出台经过
2008年起，睢宁县政府先后从法院、政法委中选派人员，到日本及欧美国家、上海、深圳等地进行调研考察，并到南京学习《信用管理条例》，从而构思出信用管理的文件，并开始征集民意：2008年8月份将讨论稿刊登到《今日睢宁》上向民众征集意见，2009年1月又向全县人大代表和政协委员征求意见，8月初又到乡镇同民众、村镇干部、企业主进行沟通商讨，最终修改完善了《睢宁县大众信用管理试行办法》。2009年9月4日，中共睢宁县委全体会议通过《睢宁县大众信用管理试行办法》及《睢宁县大众信用信息评估细则》，此乃中华人民共和国第一个对大众信用进行评估的管理办法及实施细则，于2010年1月1日开始实施。

### 实施细则
依照《睢宁县大众信用信息评估细则》，每个个人以1000分为基准分，并且进行加分减分。依据《睢宁县大众信用管理试行办法》，睢宁的个人信用档案之构成，以及相对应的分值如下：
| 大类             | 项           | 分值       |
| ---------------- | ------------ | ---------- |
| 商业服务信用信息 | 银行借贷     | 50         |
| 商业服务信用信息 | 信用卡使用   | 50         |
| 商业服务信用信息 | 合约履约     | 30         |
| 商业服务信用信息 | P2P贷款      | 20         |
| 商业服务信用信息 | 合计         | 150        |
| 社会服务信用信息 | 个人纳税     | 50         |
| 社会服务信用信息 | 水电费缴费   | 35         |
| 社会服务信用信息 | 社会保险缴纳 | 35         |
| 社会服务信用信息 | 合计         | 120        |
| 社会管理信用信息 | 城管信息     | 25         |
| 社会管理信用信息 | 制假售假     | 35         |
| 社会管理信用信息 | 传销         | 35         |
| 社会管理信用信息 | 计划生育     | 35         |
| 社会管理信用信息 | 参与邪教     | 50         |
| 社会管理信用信息 | 家庭道德     | 50         |
| 社会管理信用信息 | 社会治安     | 50         |
| 社会管理信用信息 | 偷盗抢劫     | 50         |
| 社会管理信用信息 | 交通违法     | 50         |
| 社会管理信用信息 | 行贿受贿     | 50         |
| 社会管理信用信息 | 造谣诽谤     | 100        |
| 社会管理信用信息 | 合计         | 530        |
| 社会信用特别信息 | 民事诉讼     | 50         |
| 社会信用特别信息 | 行政处罚     | 50         |
| 社会信用特别信息 | 刑事处罚     | 100        |
| 社会信用特别信息 | 合计         | 200        |
| 表彰奖励信用信息 | 额外加分项   | 额外加分项 |
| 社会公益信用信息 | 额外加分项   | 额外加分项 |
| 总分             | 总分         | 1000       |

通过汇总以上信息，大众信用管理系统为全县130万人中的114万具有完全民事行为能力的人加分减分，从而制定个人信用档案。根据具体的违规行为，扣分在两年至五年内会自动消除；另外设有表彰奖励信用信息、社会公益信用信息以进行加分。根据2010年公布的规定，媒体不完全罗列有以下奖惩项目：
| 媒体罗列的奖惩項目                        | 加减分数值 |
| ----------------------------------------- | ---------- |
| 网上诋毁他人                              | -100       |
| 闯红灯                                    | -50        |
| 围堵冲击党政机关、 企业、工地、缠访、鬧訪 | -50        |
| 行贿受贿                                  | -50        |
| 醉酒驾驶                                  | -50        |
| 参加邪教活动                              | -50        |
| 不赡养老人                                | -50        |
| 两次欠还信用卡                            | -50        |
| 制假售假                                  | -35        |
| 恶意欠缴电话费                            | -20        |
| 见义勇为                                  | +10        |
| 拾金不昧并被公开表扬                      | +15        |
| 受到国家表彰                              | +100       |

依照《睢宁县大众信用信息评估细则》，通过在基准分基础上进行加分与减分的结果，大众信用体系为每一个人进行打分，并将个人依照其最终的分数，分为A、B、C、D四个等级如下：
| 分数          | 等级 | 等级     |
| ------------- | ---- | -------- |
| 970分以上     | A    | 诚信     |
| 850-969分之间 | B    | 较诚信   |
| 600-849分之间 | C    | 诚信警示 |
| 599分以下     | D    | 不诚信   |

依照规定，信用被评为A级的，将在入学、就业、低保、社会救助等方面受到优先照顾，符合入党、提干、参军条件的优先考虑，个人创业、经办企业的，在政策和资金上优先给予扶持；对于信用评级较低者，则“取消资格”、“严格审核”或者“不予考虑”。
为确保规定之实施，睢宁县委、县政府成立正科级的大众信用征集管理办公室。为征集信用数据，还在各个乡镇村设立信息员进行数据采集。此外，还通过招标程序，委托一家位于深圳的软件公司研发征信管理系统。

### 修订历史
2010年首度曝光引发争议过后，睢宁县于当年删除了闹访、缠访扣分，获得加分将受到低保评选优待等二十多项评分标准，同时还删除了包括招商引资等在内的只有机关干部才有机会做到的机会性条款等。此外，睢宁县还取消了A到D的评级。2014年二度曝光后，记者向睢宁县征信办寻求修改后的评分细则后遭到了拒绝，指不愿意新的细则公布后再度引发媒体争议。

## 首度曝光
2010年1月23日，睢宁县委书记王天琦在人民网地方新政论坛上为睢宁县的社会信用体系作介绍，指出睢宁县会按照按照信用评级标准为个人评定ABCD四个等级，并优待信用等第高者，制约信用等第低者，以促进良好民风。睢宁县官员表示，采取这一做法是为了倡导“守法、守信、向善、向上”的民风，即让群众“一处守信，处处受益；一处失信，处处制约”。

### 分值公示
3月15日，睢宁县大众信用征集管理办公室在西祠“睢宁论坛官方版”上公布《全县2010年1-2月份大众信用信息征集及信用分值加减情况》，以公开1至2月的奖惩情况。3月21日，有记者在睢宁进行采访，受访者普遍表示不了解“大众信用管理”，以及信用管理的后果，但其名字、住址、扣分原因都被在网上公布。西祠论坛上，多数意见指出大众信用管理，但也有认为这样的评分很天真的个别意见。22日，睢宁县大众信用征集管理办公室公布第二批信用加减分情况。当日，睢宁县征信办主任朱品武接受记者采访，记者指银行征信只允许个人查询，但大众信用则公开个人信息有隐私顾虑，朱品武则表示负面信息由公开渠道采集得到，并指大部分人不受影响且受影响者也可以打电话申诉。
据统计，2010年1到2月份，1014名体制内人员及50名体制外人员获得信用加分，16名体制内人员和1909名体制外人员获得信用减分。90%的体制内人员加分的主要原因是利用活动和空余时间到孤儿院看望孤儿，而体制外的普通民众加分的主要原因则是“招商引资”、“服务大局”及“身边好人”等。体制内人员减分的主要原因是受到党内处分和行政撤职，三分之二的普通民众被减分的原因则是个人欠贷，其余的原因还包括违规建房、违规停车、乱设摊点等违反社会管理相关规定的行为。

### 舆论争议
3月26日，《南方都市报》发表《县政府给公民“评级”鞭策群众优待“良”民》一文，将该系统称为“全国首家由政府直接给公民信用打分评级的系统”，引发媒体争议。《京华时报》也指出，个人信用评分在国际上通常应用于金融领域，政府给个人打分可能是睢宁县首创。媒体指出，睢宁县大众信用管理存在多重争议：
1. 在立法程序上违法，在立法前未公布、为由公众讨论、未听证，而且办法并非县人大或是县政府通过，而仅仅是县党委一致通过[评 5][评 6][评 6]，
2. 依照《全面推进依法行政实施纲要》，没有法律、法规、规章的规定，行政机关不得作出影响公民、法人和其义务的决定[评 7]。在无法可依的情况下，征信办法违反法定职权，涉嫌刑事违法，如县党委无权在执照审核中对公民进行行政许可[评 5]。
3. 征信办法侵害公民权利，如低保等政府救济不能因为公民不守信而被剥夺[评 3][评 5]。将“无理闹访、缠访等记录”与就业、入学、低保、社会救助挂钩，实际上限制公民的申诉权[评 3][评 5]。公开其个人信息可能侵害公民隐私权[评 3][评 5][报 19]。
4. 信息收集过于宽泛，将社会信用等同于社会道德和民风建设[刊 11]，难以衡量评判标准之合理性[刊 9]。政府给民众打分显示出政府的道德傲慢，与当下服务型政府的努力方向却背道而驰[评 8]。民众参与的程度和力度均有所不足[刊 11]，普通人加分渠道非常有限，而公务员更容易得到加分[刊 9]。

但面对网友的批评与指责，西祠“睢宁论坛官方版”上的睢宁本地人则普遍力挺大众信用管理体系。睢宁县纪委书记唐健认为，网友主要在攻击“良民证”，并非“大众信用管理”，并称睢宁人的力挺令其感动。

### 政府回应
3月28日晚，睢宁县委宣传部透过中国新闻网发布《中共睢宁县委宣传部致〈南方都市报〉编辑部的函》，信中提到《睢宁县大众信用管理试行办法》乃依照国家有关法律法规和信用制度和本地实际情况制定而成，虽肯定《南方都市报》报道客观，意见中肯，但也指出睢宁县的信用评级给官员和民众均会打分，并称“‘良’民”的说法会误导广大读者和社会舆论。信中还欢迎《南方都市报》记者再度来睢宁采访报道，共同支持中国的改革。
朱品武指出，睢宁县曾经对规划局、国土局等13名干部进行问责并对其信用进行减分处理，而信用情况将会作为干部提拔使用的依据，所以信用评级机制官民平等。他还介绍称，评级标准之确定曾经历过近一年的社会讨论、人代会征求意见过程，期间共召开468次座谈会，发放5万余份调查问卷，睢宁县最终结合民众意见制定现时之评级标准。针对侵犯隐私的质疑，他表示起草规定是称咨询过法律专家意见，因此《睢宁县大众信用管理试行办法》对如身体形态、病史、个人生活隐私等禁止征集的信息进行了规定，并且对卖淫嫖娼、借款数额等涉及个人隐私的信息并未公布。
3月30日，睢宁政府网站上刊登《能听睢宁说句话吗？》，以万言长文回应媒体质疑。文中认为给民众评级和发放“良民证”的手法并不属实，并且指出自规定推行以来，规定受到社会各界之认可，并没有发生社会动荡，且已经小有成效。
4月2日，针对舆论对于为什么不给官员搞评级的质疑，王天琦在《南方周末》上指出，睢宁县正是先管官风，其后才管民风。针对舆论提及北京、上海市政府采用第三方征信做法，王天琦辩解称，中国所有的第三方信用评级机构都是挂靠在政府机关名下，并且质疑如果公权力不可信赖，但非政府组织也不一定更加可信赖，因此评级必须由政府来实施，因此睢宁的改革不应该被媒体全盘否定。
朱品武接受网易新闻采访时表示，“良民证”的说法是误导舆论，并指出制度实施以来，睢宁县人民来信、进京上访数字、比例大幅下降，民间借贷情况好转，还指出民众可以通过选举评议员来评价政府官员的作为，但对政府官员比老百姓更容易加分、法律并没有规定资源要向善分配等质疑表示尚未思考过，会继续研究。

## 低调运行
4月12日下午，睢宁县委宣传部副部长陈军拒绝《羊城晚报》记者的采访请求，并称会埋头苦干，等实践成功后再邀请媒体采访。据5月7日《文汇报》报道，该报记者查阅到睢宁县原规划局局长被扣30分，显示规定对官民平等，但睢宁县委宣传部谢绝采访请求，但表示《大众信用管理办法》将会持续运作下去。大众信用体系之建设和宣传在2010年1至7月间最盛。2010年7月以后，大众信用体系的执行力度逐步减缓，自2011年起逐步淡出民众视野，但征信办公室照常运营。

### 执法争议
2011年3月，睢宁一五岁女童被车碾压，导致肺部出血、脊骨受伤、脚部严重骨折。事故后，在上海工作的江苏睢宁人高国龙在网上发帖指责交警偏袒肇事车主，批评法院立案以及调解后的执行工作。其中，魏贤光指责负责执行调查的法官韩宁收听其电话时态度傲慢，不回答实质性问题，并在8月9日晚呼吁对睢宁法院强制执行不满者给他留言。8月16日，睢宁县法院派出两名法官和两名便衣，在上海警方的配合下对高国龙进行逮捕，并以诽谤法官韩宁为理由，将其拘留15日罚款1万元的处罚。睢宁县委工作人员指这是为了“引导人民说实话”。此事曝光后，引发舆论批评。

## 再度曝光
| 年份 | 省份   | 城市   |
| ---- | ------ | ------ |
| 2010 | 江苏   | 睢宁   |
| 2012 | 山东   | 荣成   |
| 2016 | 上海   | 上海   |
| 2017 | 浙江   | 义乌   |
| 2017 | 安徽   | 芜湖   |
| 2018 | 山东   | 潍坊   |
| 2018 | 山东   | 五莲   |
| 2018 | 山东   | 威海   |
| 2018 | 江苏   | 宿迁   |
| 2018 | 江苏   | 江阴   |
| 2018 | 江苏   | 太仓   |
| 2018 | 福建   | 厦门   |
| 2018 | 福建   | 福州   |
| 2018 | 河南   | 汝州   |
| 2018 | 河南   | 濮阳   |
| 2018 | 浙江   | 杭州   |
| 2018 | 黑龙江 | 绥芬河 |
| 2018 | 陕西   | 安康   |

2011年以前，中国的社会信用体系专注于经济治理，但随着当年《中央关于深化文化体制改革若干重大问题的决定》的发布，信用被定义为“政务诚信”、“商务诚信”、“社会诚信”、“司法公信”之集合，社会治理逐步成为信用体系之目的。2012年6月，江苏省政府将睢宁与江阴、兴化和南京六合区一同确立为首批社会信用体系建设试点县。2013年初，江苏省人民政府在出台《自然人和社会法人失信惩戒办法（试行）》等文件时，多次征求睢宁县政府意见，睢宁县提出的将家庭暴力、不孝、酒驾等列为失信行为已成为江苏省的常态要求。

### 调查报道
2014年6月14日，中华人民共和国国务院印发《社会信用体系建设规划纲要》，提出要在2020年以前建立健全社会信用体系的法律法规，对于民众实施基于信用的奖惩机制，对于政府则要求促进执政公开透明，推进依法行政，加强政府信誉之维护。
6月19日，新华社发布对江苏睢宁社会信用体系建设的一系列调查报道，使得睢宁的社会信用体系尝试再度收获舆论争议。新华社的报道中称，睢宁县在2010以来的四年中一直坚持这一社会信用体系：睢宁县的大众信用信息分值以1000分为基准分，根据拖欠信用卡水电费、乃至违法乱纪来扣除该市114万市民的分值，并依据最终得分给予A、B、C、D四个评级，A级可享受一定优待，D级处处受限。但报道也指出了针对这项尝试的质疑声。睢宁县征信办坦言，目前分数只在干部提拔和国土部门查询招投标人是否有过往失信记录等方面有作用，但正逐步引入第三方征信。报道一经刊出，即引发媒体争议。《新京报》记者通过实地采访发现，当地民众并不了解信用评分系统，被扣分者也未全部被通知，接受采访的幼儿园和银行也称未听说过在政府信用评分中加分者有获得优待的例子。

### 舆论争议
新浪网的线上调查显示，三分之二的网友不赞同睢宁的征信措施，认为此举仅仅为给政府提供方便。《京华时报》评论指出，睢宁县的大众信用管理既有传统信用评级相关的内容，又有和上访等相关的维稳性质的内容，将维稳和信用评价、政治待遇和公共权益联系起来，未来需要在現代社會信用系統和傳統的政府治理的两套逻辑上进行区分，不再以该系统贯彻政府维稳意志。还有评论批评指评分标准难以捉摸，并担心或批评政府越权。有评论则建议建立官员打分机制。
在2010年时，国内自由派媒体强有力地影响着人们对社会信用体系的认知和看法，但随着中国政府对媒体和公民社会的打压愈演愈烈，这种影响也有所淡化。新华社在社评中指出，相比起四年前，对睢宁试验表示支持的人越来越多，并认为睢宁的社会信用体系是构建公民社会的一次积极尝试。南京《新华日报》则称睢宁信用体系中的争议评分条款已经修改，媒体争议属于炒作，并引述南京大学传媒教授陈堂发，指出媒体不应该一味怀疑政府的具体行政行为，不应该将政府行为与个人信用简单对立。国家发改委新闻发言人对《南方都市报》表示会防止信用数据录用、失信行为认定、信用惩戒措施扩大化。

### 海外影响
尽管官方将社会信用体系描绘为对失信者的惩戒，有大量评论将该体系形容为政府监控人民的工具，将不利于异议人士。其中，峨山政策研究院将社会信用体系称为“奥威尔式梦魇”。作为个人信用评分的早期尝试，睢宁县的奖惩细则是目前已知最详尽的之一，其说构建的社会信用体系往往在媒体谈论中华人民共和国的社会信用体系时被一同提及。与荣成相比，睢宁的早期尝试是失败的，部分原因是将信访纳入评分标准。
2023年，《华盛顿邮报》对睢宁县的大众信用系统进行了报道，但当地官员拒绝了该报的采访请求。《人民日报》旗下的《环球时报》则认为《华盛顿邮报》错误地将睢宁的试验描述为“奥威尔式”的，并指出睢宁的社会信用试验仅仅是“昙花一现”（英語：a flash in the pan）。该报承认，该项目遭到了民众的强烈反对，并且指出睢宁的社会信用体系不应该涉及到公众政治立场，而应该关注社会和经济生活，并总结说实现社会信用体系需要更大的智慧。

## 民意调查
2011年11月和2012年3月的调查显示，比起普通民众，公务员群体对大众信用体系有着更多的认知，县城居民对该体系的知晓程度高于经济发展好的城镇，后者又高于经济发展差的城镇。五分之一的受访民众认为该体系效果非常好，三分之一的受访民众认为效果一般，另有三分之一不置可否，超过六成民众对体系表示支持态度。睢宁之后，各地方政府也逐步开始建立各自的社会信用体系。其中，2012年起，荣成开始引入社会信用评分体系，并按照居民的得分进行排名。荣成的社会信用体系建设就较少得到国内媒体曝光，争议也较少，且获得当地社区的支持，被视为最成功的例子之一。此后，南京、杭州等地相继引入社会信用体系。
2018年，柏林自由大学的一项调查显示，80%的中国受访者表示自己已经参与了商业社会信用体系，7%表示自己正在参与地方政府的试点项目；82%的城市居民以及68%的农村居民表示支持社会信用评分。同年，《徐州日报》报道睢宁县先后出台《睢宁县政务信用体系建设工作要点》《睢宁县政务信用体系建设实施方案》《睢宁县政务信用信息征集管理办法》《睢宁县机关事业单位信用等级评价办法》等文件，着力建设政务诚信，并对政府失信进行整治。

## 推荐阅读
- 陈日佳. . 星洲日报 (八打灵再也). 2019-07-21  [2024-03-08]. （原始内容存档于2024-03-08） （中文（马来西亚））.
- 唐健. . 北京: 人民日报出版社. 2010. ISBN 978-7-5115-0183-7 （中文（中国大陆））.
- 唐健. . 北京: 人民日报出版社. 2010. ISBN 978-7-5115-0182-0 （中文（中国大陆））.
- 唐健. . 北京: 人民日报出版社. 2010. ISBN 978-7-5115-0181-3 （中文（中国大陆））.